# 가격 파괴
가격파괴(價格破壞)란 물건을 많이 팔기 위한 판매 전략의 하나이다. 유통구조를 개선해 가능하면 상품을 생산자에게 직접 구입해서 구매비용을 줄이고, 소매상 자신이 일반 소비자에게 받는 이윤을 줄여서 제품을 아주 싸게 파는 것을 말한다. 그러나 가격파괴는 원칙적으로 소매상이 소비자의 이익을 고려해 값을 내리는 것이 아니라, '박리다매', 즉 싸게 팔되 더 많은 손님을 끌어들여서 총이윤을 높이고자 하는 판매 전략으로서 최근 유행하고 있다.